# Rivière des Pins (vattendrag i Kanada, Québec, lat 46,01, long -72,04)
Rivière des Pins är ett vattendrag i Kanada.   Det ligger i provinsen Québec, i den sydöstra delen av landet, 290 km öster om huvudstaden Ottawa.
Omgivningarna runt Rivière des Pins är en mosaik av jordbruksmark och naturlig växtlighet. Runt Rivière des Pins är det glesbefolkat, med 9 invånare per kvadratkilometer.